# Caxias

Kráter Caxias, pohled z THEMIS

Caxias je impaktní kráter na Marsu o průměru přibližně 25 km. Nachází se na souřadnicích 29.3° J, 100.8 °Z, jihovýchodně od kráteru Llanesco a severovýchodně od kráteru Dinorwic. Je pojmenován po městě Duque de Caxias v Brazílii, toto jméno bylo potvrzeno Mezinárodní astronomickou unií v roce 1991. Podle dat z United States Geological Survey pochází oblast v okolí kráteru z Noachiánské a Hesperiánské epochy (3,8 až 1,8 miliardy let). Dno kráteru je široké asi 7 400 m, od konce dna po okraj přibližně 8000 m a hloubka kráteru je 600 m.